# Maria Sobol
Pour les articles homonymes, voir Sobol.
Maria Sobol est une karatéka russe surtout connue pour avoir remporté l'épreuve de kumite individuel féminin moins de 60 kilos aux championnats du monde de karaté 2008 à Tōkyō, au Japon.

## Résultats
| Résultat           | Date             | Épreuve                   | Catégorie | Compétition                                  | Ville hôte                             |
| ------------------ | ---------------- | ------------------------- | --------- | -------------------------------------------- | -------------------------------------- |
| Médaille de bronze | Mai 2004         | Kumite individuel - 60 kg | Seniors   | Championnats d'Europe 2004                   | Moscou, en Russie                      |
| Médaille de bronze | Février 2005     | Kumite individuel - 60 kg | Juniors   | Championnats d'Europe juniors et cadets 2005 | Thessalonique, en Grèce                |
| Médaille d'argent  | Mai 2005         | Kumite individuel - 60 kg | Seniors   | Championnats d'Europe 2005                   | San Cristóbal de La Laguna, en Espagne |
| Médaille d'or      | Février 2006     | Kumite individuel - 60 kg | Juniors   | Championnats d'Europe juniors et cadets 2006 | Podgorica, en Serbie-et-Monténégro     |
| Médaille d'argent  | Mai 2006         | Kumite individuel - 60 kg | Seniors   | Championnats d'Europe 2006                   | Stavanger, en Norvège                  |
| Médaille de bronze | Août 2006        | Kumite individuel - 60 kg | Seniors   | Championnats du monde universitaires 2006    | New York, aux États-Unis               |
| 5e place           | Octobre 2006     | Kumite individuel - 60 kg | Seniors   | Championnats du monde 2006                   | Tampere, en Finlande                   |
| Médaille d'argent  | Mai 2008         | Kumite individuel - 60 kg | Seniors   | Championnats d'Europe 2008                   | Tallinn, en Estonie                    |
| Médaille d'or      | 15 novembre 2008 | Kumite individuel - 60 kg | Seniors   | Championnats du monde 2008                   | Tōkyō, au Japon                        |